# Umschwang
Der Umschwang zwischen den nordhessischen Ortschaften Nieste und Kleinalmerode ist ein 446 m ü. NHN hoher Gebirgspass im Kaufunger Wald im südlichsten Zipfel von Südniedersachsen nahe der hessischen Grenze (Deutschland).

## Geographie

### Lage
Innerhalb des Kaufunger Waldes liegt der Umschwang (Südniedersachsen) rund 18 km östlich der Großstadt Kassel (Nordhessen) bzw. etwa 8 km (Entfernungen jeweils Luftlinie) westsüdwestlich der Kleinstadt Witzenhausen (Nordhessen) im südlichsten Teil vom Landkreis Göttingen. Er befindet sich in den Südausläufern des Naturparks Münden, an die sich im Süden Nordausläufer des Geo-Naturparks Frau-Holle-Land (Werratal.Meißner.Kaufunger Wald) anschließen.

### Naturräumliche Zuordnung
Der Umschwang gehört in der naturräumlichen Haupteinheitengruppe Osthessisches Bergland (Nr. 35) und in der Haupteinheit Fulda-Werra-Bergland (357) zu den Naturräumen Kaufunger Wald-Hochfläche (Vorderer Kaufunger Wald) (357.71) im Westen und Hinterer Kaufunger Wald (357.72) im Osten; die Grenze beider zur Untereinheit Kaufunger Wald und Söhre (357.7) gehörenden Naturräume verläuft direkt über den Pass.

### Gewässer
Westlich des Umschwangs entspringt der Wengebach, der ein entlang der Passstraße verlaufender, ostnordöstlicher Zufluss der Nieste ist. In dieser passnahen Gegend befinden sich an der Straße mehrere Fischteiche. Östlich der Passhöhe entspringt der Hungershäuser Bach, der ein in entgegengesetzter Richtung im Oberlauf ebenfalls entlang der Straße fließender, westlicher Zufluss der Werra ist.

### Straßenverlauf
Zur über den Umschwang verlaufenden Passstraße führt aus Richtung Westen vom im Tal der Fulda gelegenen Kassel bzw. von der A 7 (Anschlussstelle Kassel-Nord) die hessische Landesstraße 3237. Anfangs verläuft sie im Tal des östlichen Fulda-Zuflusses Nieste durch die Gemeinden Niestetal (Hessen), Staufenberg (Niedersachsen) und Nieste (Hessen), um danach im Wald als schmale Passstraße mit meist nur sanften Kurven entlang des Nieste-Zuflusses Wengebach zum Umschwang hinauf zu führen. Im Bereich von Uschlag und Dahlheim (südliche Gemeindeteile von Staufenberg) und der eigentlichen Passstraße ist sie die niedersächsische Landesstraße 563. Kurz vor der Passhöhe liegt bei einer scharfen Kurve auf 441,7 m Höhe ein Wandererparkplatz und nahe ihrer höchsten Stelle steht an einem kleinen Rastplatz eine kleine, hölzerne Schutzhütte.
Östlich des Umschwangs verläuft die Passstraße an der südlichen Talflanke des Hungershäuser Bachs, die der Nordflanke des Mühlensteins entspricht, in zahlreichen Serpentinen bergab nach Kleinalmerode, wobei sie bewaldetes Gebiet verlassend und sodann wieder in Hessen verlaufend erneut Landesstraße 3237 heißt. Unmittelbar vor Kleinalmerode erreicht die Straße in einer Gegensteigung eine maximale Steigung von 14 Prozent. Weiter östlich verläuft die in zunehmend flacherem Gebiet angelegte Straße entlang von Krumbach und Wilhelmshäuser Bach (westlicher Werra-Zufluss) zum an der Werra gelegenen Witzenhausen, wo sie auf die Bundesstraße 451 trifft.

## Schutzgebiete
Im Bereich des Umschwangs liegen Teile des Landschaftsschutzgebiets Weserbergland Kaufunger Wald (CDDA-Nr. 325317; 1989 ausgewiesen; 285,02 km² groß) und solche des Fauna-Flora-Habitat-Gebiets Bachtäler im Kaufunger Wald (FFH-Nr. 4623-331; 12,98 km²).

## Geschichte
Früher diente die durch die noch unwegsame Gebirgswelt des Kaufunger Waldes führende „Straße“ beispielsweise Handelsreisenden und Kaufleuten mit ihren Pferde-Fuhrwerken als Verbindungsweg zwischen Fulda- und Werratal. Oben auf der Passhöhe angekommen wurden die Vorspannpferde ausgeschirrt, worauf der Name des Passes – Umschwang – verweist.
Der Gebirgspass war bis zum Ende des Kalten Kriegs vorgesehen, im Verteidigungsfall gesprengt zu werden. Zwei benachbarte militärische Bunker am Fuss des Mühlensteins sind noch aus dieser Zeit erhalten geblieben.
Am 18. und 19. Januar 2007 wütete der Orkan Kyrill unter anderem in Deutschland und somit auch am Umschwang: Es wurden auf verhältnismäßig kleinen Flächen Bäume entwurzelt. Dennoch blieb der dortige Wald – im Gegensatz zu anderen Bereichen im Kaufunger Wald – weitgehend intakt.

## Aussichtsmöglichkeiten
Etwas nördlich der kleinen Schutzhütte, die an der Passhöhe des Umschwangs steht, blickt man durch eine kleine Baumlücke recht weit in Richtung Osten bis Nordosten. Der Blick reicht oft bis zur ehemaligen Innerdeutschen Grenze und damit auch zum heutigen Dreiländereck Hessen-Niedersachsen-Thüringen. Selten erkennt man bei guten Sichtbedingungen den 80,7 km (Luftlinie) entfernten und 1141,2 m hohen Brocken (Sachsen-Anhalt) im Harz, zumindest dann, wenn man ein Fernglas dabei hat.

## Wandern und Sport
Vom etwas westlich unterhalb dem Umschwang gelegenen Wandererparkplatz sind nach Südosten etwas mehr als 6 km (eine Richtung) auf dem Frau-Holle-Pfad (Durchgangswanderweg „x4“) knapp vorbei am Mühlenstein zum Bilstein zu laufen. Auf demselben Wanderweg sind in entgegengesetzter Richtung vom Pass aus etwa 2 km bis zum bewaldeten Haferberg zurückzulegen.
Über den Pass verläuft der seit 2011 ausgetragene Bilstein-Marathon.